# Gekko similignum
Espèce
Gekko similignum est une espèce de geckos de la famille des Gekkonidae.

## Répartition
Cette espèce est endémique de Hainan en Chine.

## Publication originale
- Smith, 1923 : On a collection of reptiles and batrachians from the Island of Hainan. Journal of the Natural History Society of Siam, vol. 6, p. 195-212.